# Beijing ePrix 2014
Der Beijing ePrix 2014 (offiziell: 2014 FIA Formula E Evergrande Spring Beijing ePrix) fand am 13. September auf der Formel-E-Rennstrecke Peking in Peking statt und war das erste Rennen der FIA-Formel-E-Meisterschaft 2014/15. Es handelte sich um den ersten Beijing ePrix.

## Bericht

### Hintergrund

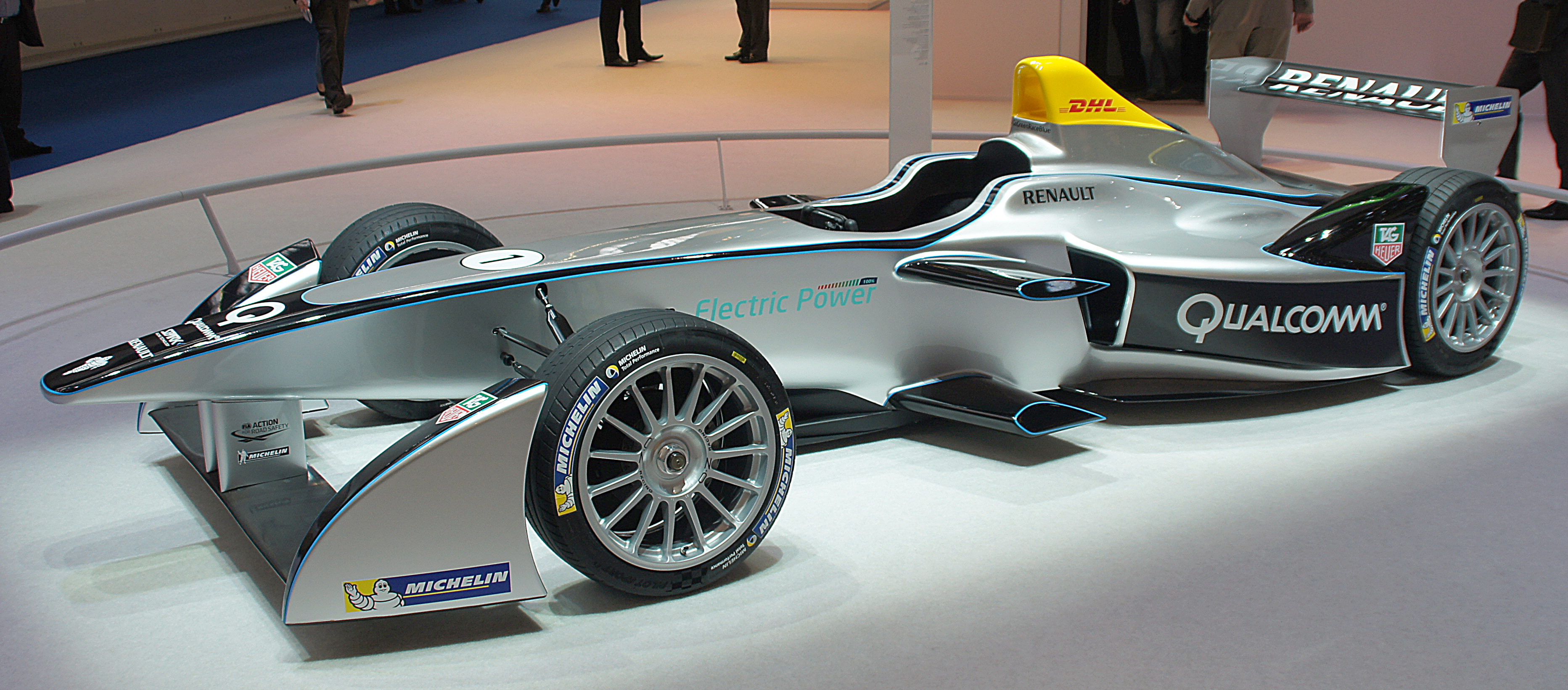
Debütrennen des Spark-Renault SRT_01E

Der Beijing ePrix 2014 war das erste Rennen der FIA-Formel-E-Meisterschaft. Das Fahrerfeld bestand überwiegend aus ehemaligen Fahrern der Formel 1 und aktiven oder ehemaligen Fahrern der FIA-Langstrecken-Weltmeisterschaft. Alle Teams verwendeten das Chassis Spark-Renault SRT_01E von Dallara, Elektromotoren von McLaren und Reifen von Michelin. Jeder Fahrer hatte für den ePrix zwei Wagen zur Verfügung und musste während des Rennens beide Wagen verwenden, da diese nur eine begrenzte Reichweite hatten.
Die Formel-E-Rennstrecke Peking war ein temporärer Stadtkurs und führte über öffentliche Straßen rund um das Vogelnest genannte Olympiastadion.
Der von Amlin Aguri als Stammfahrer verpflichtete António Félix da Costa konnte aufgrund einer Terminüberschneidung mit dem DTM-Rennen auf dem Lausitzring nicht am Rennen teilnehmen, stattdessen trat Takuma Satō an.
Ab dem 1. Juli 2014 konnten Fans über die offizielle Internetseite der Formel E ihre Stimme für genau einen Fahrer abgeben, ab dem 1. September sollte dies auch über die offizielle Formel-E-App möglich sein. Lucas di Grassi, Katherine Legge und Bruno Senna erhielten einen sogenannten FanBoost, sie durften im Rennen die Leistung ihres Wagens für maximal fünf Sekunden von 150 kW (204 PS) auf 180 kW (245 PS) erhöhen.
Bereits am 12. September, also am Tag vor dem Rennen, gab es ein 20-minütiges Training, in dem jeder Pilot maximal fünf Runden auf dem Kurs zurücklegen durfte. Auf diese Art und Weise sollte den Teams ein reibungsloser Ablauf ermöglicht werden, da bei einem grundlegenden technischen Problem mit einem Fahrzeug damit gerechnet werden musste, dass eine Reparatur bis zum am selben Tag stattfindenden Rennen möglicherweise nicht machbar war.

### Training
Das erste freie Training startete um 8:15 Uhr und hatte eine Laufzeit von 45 Minuten. Di Grassi war mit einer Rundenzeit von 1:41,937 Minuten der schnellste Pilot, vor Sébastien Buemi und Sam Bird.
Das zweite freie Training startete um 10:30 Uhr und hatte eine Laufzeit von 30 Minuten. Senna gelang mit 1:41,341 Minuten die schnellste Runde, gefolgt von di Grassi und Ho-Pin Tung.

### Qualifying
Das Qualifying begann um 12:00 Uhr und fand in vier Gruppen zu je fünf Fahrern statt, jede Gruppe hatte 10 Minuten Zeit, eine schnelle Runde zu setzen. Nicolas Prost erzielte in 1:42,200 Minuten die Bestzeit, gefolgt von di Grassi und Daniel Abt. Die Top 10 komplettierten Karun Chandhok, Franck Montagny, Nick Heidfeld, Jaime Alguersuari, Charles Pic, Buemi und Nelson Piquet jr.
Stéphane Sarrazin, Senna und Jarno Trulli setzten keine Zeit. Bei Sennas Wagen traten technische Probleme mit der Batterie auf, auch Sarrazins Fahrzeug hatte einen technischen Defekt. Trulli schlug mit seinem Wagen in die Mauer ein.
Im Anschluss an das Qualifying wurden mehrere Strafen ausgesprochen: Montagny wurde um drei Startplätze rückversetzt, da er die Box verlassen und in die Fast Lane gefahren war, als die Boxenampel noch rot war. Buemi, Sarrazin, Tung, Michela Cerruti und Trulli wurden um zehn Plätze rückversetzt, da an ihren Fahrzeugen ein Getriebewechsel vorgenommen wurde.

### Rennen
Das Rennen ging über 25 Runden. Tung startete nach einem Getriebewechsel aus der Box, nahm aber aufgrund von technischen Problemen das Rennen erst mit zwei Runden Rückstand auf. Chandhok, Sarrazin und Trulli blieben beim Start in der Einführungsrunde zunächst stehen, fuhren aber dem Feld hinterher und begannen das Rennen von ihren Startpositionen. Hier blieb Trulli erneut stehen und musste das Rennen aufgeben.
Das Startduell gewann Prost, Heidfeld ging in der ersten Kurve auf der Außenseite an Chandhok vorbei. Senna stellte sein Fahrzeug unmittelbar nach Kurve 2 mit defekter Vorderradaufhängung auf der Strecke ab, nachdem er über die Curbs auf der Kurveninnenseite gefahren war. Die Rennkommissare starteten eine Untersuchung, da sie eine Kollision zwischen Senna und Satō vermutet hatten, diese wurde aber eingestellt. In der zweiten Runde kam das Safety Car auf die Strecke, damit Sennas Wagen geborgen werden konnte. Prost führte zu diesem Zeitpunkt vor di Grassi, Abt, Heidfeld, Chandhok, Alguersuari, Montagny, Bird, Pic und Piquet.
Beim Restart am Ende von Runde vier blieben die Positionen an der Spitze unverändert, Montagny und Bird gingen kurz darauf an Alguersuari vorbei und belegten die Plätze sechs und sieben, Oriol Servià und Satō überholten Piquet. In der sechsten Runde verlor Buemi ein Teil seines Heckflügels und musste zur Reparatur an die Box gehen. Nach einem längeren Reparaturstopp nahm er das Rennen wieder auf, überfuhr beim Verlassen der Boxengasse jedoch die weiße Linie und wurde mit einer Durchfahrtstrafe bestraft. Piquet ging zunächst wieder an Satō und kurz darauf auch wieder an Servià vorbei.
Di Grassi und Abt schlossen auf Prost auf, kamen aber nicht nah genug heran, um einen Überholversuch zu starten. Montagny war zu dieser Zeit der schnellste Pilot im Feld und verringerte den Rückstand auf Chandhok. In der zehnten Runde ging er an ihm vorbei und lag damit nun auf dem fünften Platz. Satō musste sein Fahrzeug mit Problemen an der Batterie abstellen, konnte das Rennen aber danach mit mehreren Runden Rückstand wieder aufnehmen.
Gegen Rennmitte schoben sich die ersten sieben Fahrer wieder zu einer Gruppe zusammen, da die Fahrer auf den vorderen Plätzen Energie sparen mussten. Am Ende der dreizehnten Runde gingen mit Ausnahme von Bird alle Fahrer dieser Gruppe an die Box, um ihr Fahrzeug zu wechseln. Bird übernahm damit die Führung vor Pic, der ebenfalls auf der Strecke blieb. Heidfeld ging beim Stopp an di Grassi und Abt vorbei, Abt fiel auch hinter Montagny zurück. Eine Runde später kamen Bird und Pic zum Fahrzeugwechsel an die Box, Bird ging hinter Abt wieder auf die Strecke.
Nach dem planmäßigen Wechsel der Fahrzeuge lag Prost mit rund vier Sekunden Vorsprung vor Heidfeld, dahinter fuhren di Grassi, Montagny, Abt, Bird, Chandhok, Pic, Piquet und Servià. Cerruti erhielt eine Durchfahrtstrafe, weil sie die Mindestzeit des Boxenstopps beim Fahrzeugwechsel unterschritten hatte. Buemi gab zu dieser Zeit das Rennen auf. Auch Katherine Legge erhielt eine Durchfahrtstrafe, weil sie die weiße Linie am Ausgang der Boxengasse überfahren hatte.
Chandhok ging in Runde 19 an Bird vorbei auf Rang sechs. Heidfeld verringerte den Rückstand auf Prost nach und nach und lag in Runde 20 erstmals weniger als eine Sekunde hinter dem Führenden. Servià, Sarrazin und Jérôme D’Ambrosio gingen nacheinander an Piquet vorbei.
In der letzten Runde war Heidfeld erstmals in Schlagdistanz, um einen Angriff auf Prost, in der FIA-Langstrecken-Weltmeisterschaft sein Teamkollege bei Rebellion Racing, zu starten. Bei der Anfahrt auf Kurve 20 fuhr Heidfeld auf der Geraden links neben Prost. Prost zog unmittelbar vor dem Anbremspunkt der Kurve nach links, so dass sich die Vorderräder der Fahrzeuge berührten. Dabei brachen bei beiden Wagen die Radaufhängungen. Heidfeld drehte sich, fuhr mit seinem Fahrzeug seitlich über die Curbs und hob dabei ab. Sein Fahrzeug prallte in die Streckenbegrenzung an der Außenseite der Kurve und überschlug sich mehrfach, Heidfeld blieb jedoch unverletzt und befreite sich aus eigener Kraft aus dem Wrack. Prost blieb mit seinem nicht mehr lenkbaren Wagen ebenfalls in der Auslaufzone der Kurve stehen. Prost wurde von den Rennkommissaren für das Verursachen dieser Kollision mit einer Rückversetzung von zehn Plätzen in der Startaufstellung des nächsten Rennens belegt.
Di Grassi gewann vor Montagny und Abt, der jedoch im Anschluss an das Rennen eine Durchfahrtstrafe erhielt, die in eine 57-Sekunden-Strafe umgewandelt wurde, da er statt der erlaubten 28 kWh 28,2 kWh verbraucht hatte. Auch Alguersuari und Legge erhielten aufgrund des gleichen Vergehens eine Durchfahrtstrafe, die in eine 57-Sekunden-Strafe umgewandelt wurde. Den dritten Platz belegte Bird.
Die restlichen Punkteplatzierungen belegten Pic, Chandhok, D’Ambrosio, Servià, Piquet, Sarrazin und der rückversetzte Abt. Die zwei Punkte für die schnellste Rennrunde gingen an Satō.
Di Grassi lag damit auch in der Gesamtwertung in Führung vor Montagny und Bird. In der Teamwertung belegte Andretti Autosport Rang eins vor Abt und Virgin.
Nach dem Rennen wurde bekannt, dass di Grassi seinen FanBoost nicht genutzt hatte, da er Angst davor gehabt hatte, damit mehr als die erlaubten 28 kWh Energie zu verbrauchen. Auch Legge hatte ihren FanBoost aus demselben Grund nicht genutzt, Senna fiel aus, bevor er den FanBoost nutzen konnte.

## Meldeliste
Alle Teams und Fahrer verwenden das Fahrzeug Spark-Renault SRT_01E und Reifen von Michelin.
| Team                              | Nr. | Fahrer            |
| --------------------------------- | --- | ----------------- |
| Virgin Racing Formula E Team      | 2   | Sam Bird          |
| Virgin Racing Formula E Team      | 3   | Jaime Alguersuari |
| Mahindra Racing Formula E Team    | 5   | Karun Chandhok    |
| Mahindra Racing Formula E Team    | 21  | Bruno Senna       |
| Dragon Racing Formula E Team      | 6   | Oriol Servià      |
| Dragon Racing Formula E Team      | 7   | Jérôme D’Ambrosio |
| Team e.dams Renault               | 8   | Nicolas Prost     |
| Team e.dams Renault               | 9   | Sébastien Buemi   |
| Trulli Formula E Team             | 10  | Jarno Trulli      |
| Trulli Formula E Team             | 18  | Michela Cerruti   |
| Audi Sport ABT Formula E Team     | 11  | Lucas di Grassi   |
| Audi Sport ABT Formula E Team     | 66  | Daniel Abt        |
| Venturi Formula E Team            | 23  | Nick Heidfeld     |
| Venturi Formula E Team            | 30  | Stéphane Sarrazin |
| Andretti Autosport Formula E Team | 27  | Franck Montagny   |
| Andretti Autosport Formula E Team | 28  | Charles Pic       |
| Amlin Aguri                       | 55  | Takuma Satō       |
| Amlin Aguri                       | 77  | Katherine Legge   |
| China Racing Formula E Team       | 88  | Ho-Pin Tung       |
| China Racing Formula E Team       | 99  | Nelson Piquet jr. |

Quelle: 

## Klassifikationen

### Qualifying
| Pos.                                                                   | Fahrer            | Team                              | Zeit       | Start |
| ---------------------------------------------------------------------- | ----------------- | --------------------------------- | ---------- | ----- |
| 01                                                                     | Nicolas Prost     | Team e.dams Renault               | 1:42,200   | 01    |
| 02                                                                     | Lucas di Grassi   | Audi Sport ABT Formula E Team     | 1:42,306   | 02    |
| 03                                                                     | Daniel Abt        | Audi Sport ABT Formula E Team     | 1:42,454   | 03    |
| 04                                                                     | Karun Chandhok    | Mahindra Racing Formula E Team    | 1:42,461   | 04    |
| 05                                                                     | Franck Montagny   | Andretti Autosport Formula E Team | 1:42,530   | 08    |
| 06                                                                     | Nick Heidfeld     | Venturi Formula E Team            | 1:42,579   | 05    |
| 07                                                                     | Jaime Alguersuari | Virgin Racing Formula E Team      | 1:42,683   | 06    |
| 08                                                                     | Charles Pic       | Andretti Autosport Formula E Team | 1:42,726   | 07    |
| 09                                                                     | Sébastien Buemi   | Team e.dams Renault               | 1:42,746   | 18    |
| 10                                                                     | Nelson Piquet jr. | China Racing Formula E Team       | 1:42,785   | 09    |
| 11                                                                     | Oriol Servià      | Dragon Racing Formula E Team      | 1:42,847   | 10    |
| 12                                                                     | Sam Bird          | Virgin Racing Formula E Team      | 1:42,918   | 11    |
| 13                                                                     | Jérôme D’Ambrosio | Dragon Racing Formula E Team      | 1:44,056   | 12    |
| 14                                                                     | Takuma Satō       | Amlin Aguri                       | 1:44,129   | 13    |
| 15                                                                     | Ho-Pin Tung       | China Racing Formula E Team       | 1:45,282   | Box   |
| 16                                                                     | Katherine Legge   | Amlin Aguri                       | 1:45,369   | 14    |
| 17                                                                     | Michela Cerruti   | Trulli Formula E Team             | 1:46,170   | 16    |
| 110-Prozent-Zeit: 1:52,420 min (bezogen auf Bestzeit von 1:42,200 min) |                   |                                   |            |       |
| DNQ                                                                    | Jarno Trulli      | Trulli Formula E Team             | keine Zeit | 20    |
| DNQ                                                                    | Bruno Senna       | Mahindra Racing Formula E Team    | keine Zeit | 15    |
| DNQ                                                                    | Stéphane Sarrazin | Venturi Formula E Team            | keine Zeit | 19    |

Quellen: 
Anmerkungen
1. ↑  Montagny wurde um drei Startplätze rückversetzt, da er bei roter Boxenampel in die Fast Lane gefahren war.
2. 1 2 3 4 5  Buemi, Cerruti, Sarrazin, Trulli und Tung wurde um zehn Startplätze rückversetzt, da an ihren Fahrzeugen ein Getriebewechsel vorgenommen wurde.

### Rennen
| Pos. | Fahrer            | Team                              | Runden | Zeit       | Start | Schnellste Runde |
| ---- | ----------------- | --------------------------------- | ------ | ---------- | ----- | ---------------- |
| 01   | Lucas di Grassi   | Audi Sport ABT Formula E Team     | 25     | 52:23,413  | 02    | 1:46,718         |
| 02   | Franck Montagny   | Andretti Autosport Formula E Team | 25     | + 2,867    | 08    | 1:46,640         |
| 03   | Sam Bird          | Virgin Racing Formula E Team      | 25     | + 6,559    | 11    | 1:46,563         |
| 04   | Charles Pic       | Andretti Autosport Formula E Team | 25     | + 19,301   | 07    | 1:46,730         |
| 05   | Karun Chandhok    | Mahindra Racing Formula E Team    | 25     | + 23,952   | 04    | 1:45,892         |
| 06   | Jérôme D’Ambrosio | Dragon Racing Formula E Team      | 25     | + 31,664   | 12    | 1:47,313         |
| 07   | Oriol Servià      | Dragon Racing Formula E Team      | 25     | + 41,968   | 10    | 1:47,361         |
| 08   | Nelson Piquet jr. | China Racing Formula E Team       | 25     | + 43,896   | 09    | 1:47,819         |
| 09   | Stéphane Sarrazin | Venturi Formula E Team            | 25     | + 43,975   | 19    | 1:47,832         |
| 10   | Daniel Abt        | Audi Sport ABT Formula E Team     | 25     | + 1:02,507 | 03    | 1:46,551         |
| 11   | Jaime Alguersuari | Virgin Racing Formula E Team      | 25     | + 2:00,613 | 06    | 1:47,914         |
| 12   | Nicolas Prost     | Team e.dams Renault               | 24     | DNF        | 01    | 1:46,227         |
| 13   | Nick Heidfeld     | Venturi Formula E Team            | 24     | DNF        | 05    | 1:46,214         |
| 14   | Michela Cerruti   | Trulli Formula E Team             | 24     | + 1 Runde  | 16    | 1:49,469         |
| 15   | Katherine Legge   | Amlin Aguri                       | 24     | + 1 Runde  | 14    | 1:48,753         |
| 16   | Ho-Pin Tung       | China Racing Formula E Team       | 23     | + 2 Runden | Box   | 1:48,793         |
| —    | Takuma Satō       | Amlin Aguri                       | 21     | DNF        | 13    | 1:45,101         |
| —    | Sébastien Buemi   | Team e.dams Renault               | 14     | DNF        | 18    | 1:45,874         |
| —    | Jarno Trulli      | Trulli Formula E Team             | 02     | DNF        | 20    | 1:52,596         |
| —    | Bruno Senna       | Mahindra Racing Formula E Team    | 0      | DNF        | 15    | —                |

Quelle: 
Anmerkungen
1. 1 2 3  Abt, Alguersuari und Legge erhielten eine 57-Sekunden-Zeitstrafe, weil sie mehr als die maximal erlaubten 28 kWh Energie verbraucht hatten.

## Meisterschaftsstände nach dem Rennen
Die ersten zehn des Rennens bekamen 25, 18, 15, 12, 10, 8, 6, 4, 2 bzw. 1 Punkt(e). Zusätzlich gibt es drei Punkte für die Pole-Position und zwei Punkte für die schnellste Rennrunde.

### Fahrerwertung
| Pos. | Fahrer            | Team                              | Punkte |
| ---- | ----------------- | --------------------------------- | ------ |
| 01   | Lucas di Grassi   | Audi Sport ABT Formula E Team     | 25     |
| 02   | Franck Montagny   | Andretti Autosport Formula E Team | 18     |
| 03   | Sam Bird          | Virgin Racing Formula E Team      | 15     |
| 04   | Charles Pic       | Andretti Autosport Formula E Team | 12     |
| 05   | Karun Chandhok    | Mahindra Racing Formula E Team    | 10     |
| 06   | Jérôme D’Ambrosio | Dragon Racing Formula E Team      | 8      |
| 07   | Oriol Servià      | Dragon Racing Formula E Team      | 6      |
| 08   | Nelson Piquet jr. | China Racing Formula E Team       | 4      |
| 09   | Nicolas Prost     | Team e.dams Renault               | 3      |
| 10   | Stéphane Sarrazin | Venturi Formula E Team            | 2      |

| Pos. | Fahrer            | Team                           | Punkte |
| ---- | ----------------- | ------------------------------ | ------ |
| 11   | Takuma Satō       | Amlin Aguri                    | 2      |
| 12   | Daniel Abt        | Audi Sport ABT Formula E Team  | 1      |
| 13   | Jaime Alguersuari | Virgin Racing Formula E Team   | 0      |
| 14   | Nick Heidfeld     | Venturi Formula E Team         | 0      |
| 15   | Michela Cerruti   | Trulli Formula E Team          | 0      |
| 16   | Katherine Legge   | Amlin Aguri                    | 0      |
| 17   | Ho-Pin Tung       | China Racing Formula E Team    | 0      |
| 18   | Sébastien Buemi   | Team e.dams Renault            | 0      |
| 19   | Jarno Trulli      | Trulli Formula E Team          | 0      |
| 20   | Bruno Senna       | Mahindra Racing Formula E Team | 0      |

### Teamwertung
| Pos. | Team                              | Punkte |
| ---- | --------------------------------- | ------ |
| 01   | Andretti Autosport Formula E Team | 30     |
| 02   | Audi Sport ABT Formula E Team     | 26     |
| 03   | Virgin Racing Formula E Team      | 15     |
| 04   | Dragon Racing Formula E Team      | 14     |
| 05   | Mahindra Racing Formula E Team    | 10     |

| Pos. | Team                        | Punkte |
| ---- | --------------------------- | ------ |
| 06   | China Racing Formula E Team | 4      |
| 07   | Team e.dams Renault         | 3      |
| 08   | Amlin Aguri                 | 2      |
| 09   | Venturi Formula E Team      | 2      |
| 10   | Trulli Formula E Team       | 0      |